# Xiao Qin
Xiao Qin (chinesisch 肖 钦, Pinyin Xiào Qīn; * 12. Januar 1985 in Nanjing) ist ein  ehemaliger chinesischer Kunstturner.

## Leben
Qin spezialisierte sich auf das Turnen am Reck und Barren, ist aber vor allem für seine Erfolge am Pferd bekannt. Er gewann an diesem Gerät mehrere nationale und internationale Wettkämpfe. Bei den Olympischen Sommerspielen 2008 in Peking holte er die Goldmedaille am Pferd sowie Gold mit dem chinesischen Team im Mehrkampf.